# Нестеренко Віктор Павлович
Ві́ктор Па́влович Нестере́нко (латис. Viktors Ņesterenko; нар. 3 травня 1954, Нікополь, Дніпропетровська область, УРСР) — радянський футболіст та тренер, нападник. До 22 квітня 2014 року був головним тренером естонського клубу «Локомотив».

## Життєпис

### Кар'єра гравця
Віктор Нестеренко народився 3 березня 1954 року в місті Нікополь Дніпропетровської області. Розпочав займатися футболом у нікопольському «Трубнику», потім виступав у складі резервник команд дніпропетровського «Дніпра». В юному віці переїхав до Риги для навчання. У 1971 році Нестеренко приєднався до «Електронса» та грав за молодіжний склад клубу «Даугава». Він провів весь сезон 1972 року в латвійському клубі «Електронс», але в 1973 році, коли «Даугава» (Рига) гостро потребувала забивного нападника, Нестеренко був запрошений на цю позицію в Даугаву. У своєму першому ж сезоні в даугавському клубі зіграв 5 матчів, в яких відзначився 5-ма голами. Його найкращим сезоном в Даугаві був 1975 рік, коли клуб кваліфікувався для участі в першому дивізіоні Радянського чемпіонату, але в 1976 році Нестеренко дістав важку травму, через яку не зміг тренуватися протягом більшої частини сезону. Нестеренко спробував закріпитися в складі нікопольського «Колоса», але йому цього не вдалося. У 1978—1979 роках виступав у лієпайському клубі «Звейнієкс», а другу частину сезону 1979 року провів у складі костромського «Спартака».
Нестеренко спробував повернутися та закріпитися в складі ризької «Даугави», проте головний тренер клубу не вважав, що Віктор може принести будь-яку користь клубу, тому відмовився від його послуг. Тому Нестеренко перейшов до клубу «Целтніекс», і згодом, завершив кар'єру футболіста в цьому клубі й розпочав тренерську кар'єру.

### Кар'єра тренера
З Нестеренком як граючим тренером «Целтніекс» вигравав Кубок Латвії тричі поспіль з 1984 по 1986 рік. Команда також двічі поспіль ставала срібним призером латвійського чемпіонату.
У 1988 році Нестеренко став тренером другої команди клубу РАФ Єлгава (перша команда клубу виступала в чемпіонаті СРСР, а друга — в чемпіонаті Латвії). РАФ протягом цих двох сезонів ставав переможцем латвійського чемпіонату. По завершенні сезону 1989 року обидва склади РАФу були об'єднані, ця команда на чолі з Нестеренком розпочала свої виступи в нижчих дивізіонах радянського чемпіонату. В клубі було багато молодих й талановитих гравців, які в майбутньому стали гравцями національної збірної Латвії, в тому числі: Володимирс Бабичевс, Ігор Тоїцькис та Дзінтарс Спрогіс. У своєму другому сезоні на тренерському містку РАФу, при цьому клубу не вистачило лише одного додаткового пункту для того, щоб вийти до більш високого дивізіону, але розпад СРСР завадив команді досягти своєї мети. Посеред сезону 1992 року в Вірслізі Нестеренко залишив РАФ, а клуб втратив золоті медалі на користь «Сконто» в золотому матчі.
Нестеренко підписав контракт за схемою 1+1 з івано-франківським «Прикарпаттям», яке щойно залишило вищої ліги чемпіонату України та ставило завдання вже наступного сезона повернутися до вищої ліги. до складу команди Нестеренко запросив кількох досвідчених гравців, зокрема хавбека з Латвії Олександра Лоткова та киргизького нападника Тагіра Фасахова. Під його керівництвом команда посіла 5-те місце серед 22 команд, але цього виявилося недостатньо, щоб зберегти свою посаду.
В 1994 році Нестеренко став головним тренером клубу «ДАГ» (Рига) (раніше виступав під назвою ВЕФ). В ДАГі був непоганий склад, в тому числі й Андрейс Пієделс, Вітс Рімкус, Артурс Закрешевськис та Дзінтарс Спрогіс. У латвійському чемпіонаті клуб фінішував на 3-му місці, того ж року клуб дійшов до фіналу Кубку Латвії. Після завершення сезону в клубі розпочалися фінансові проблеми, в зв'язку з чим вона об'єдналася з клубом «Балтика» (Лієпая) та переїхав до Лієпаї. Майже всі гравці залишили ДАГ, в першій частині сезону команда не мала жодного фінансування, а єдиними коштами, які клубу вдалося залучити до власного бюджету, стали гроші від продажу Дзінтарса Спрогіса до московського «Спартака». Сезон знову виявився для клубу дуже невдалим (особливо його перша частина), тим не менше Нестеренко зміг вивести команду до фіналу національного кубку. В тому сезоні ДАГ залучив до складу як молодих гравців, таких як Віктор Добрецовс, так і такі досвідчені гравці, як Яніс Інтенбергс та Айнарс Лінардс. По завершенні сезону його попросили залишити Лієпаю.
У 1996 році Нестеренко повернувся до РАФу, який переїхав з Єлгави до Риги. Сезон у Вірслізі знову важко було назвати успішним, але цього сезону команда здобула свій перший трофей за часів латвійської незалежності, кубок Латвії, після перемоги в овертаймі фінального матчу над «Сконто». В сезоні 1997 року команда змінила назву на «Університате» (Рига), проте зміни не допомогли — команда посіла 6-те місце в чемпіонаті, а по завершенні сезону була знову розформована. Таким чином, Нестеренко знову залишився без роботи. У 1997 році був кандидатом на пост головного тренера ФК «Вентспілс», але зрештою на цю посаду був призначений білорус Сергій Боровський. 
Після нетривалого періоду роботи консультантом у клубі «Ранто/Мікс», в 1998 році стає головним тренером «Дінабурга», бронзового призера чемпіонату та кубку Латвії 1997 років. Його наступний сезон в клубі був менш успішним — 4-те місце в чемпіонаті та 1/4 фіналу національного кубку. Нестеренко залишив «Дінабург», а його на посаді головного тренера замінив Роман Григорчук, якого він тренував ще як гравця в Івано-Франківську.
Наступним етапом в тренерській кар'єрі Віктора стала робота в ФК «Рига», де він був помічником головного тренера Яніса Гіліса, а потім — Григорійса Гусаренкаса. В 2001 році Нестеренко став головним тренером клубу. Проте його робота в Ризі не принесла великих успіхів — команда була міцним середняком чемпіонату, зрештою після завершення сезону 2003 року Нестеренко змушений був залишити клуб.
В 2004 році очолив білоруську команду «Динамо» (Берестя), але оскільки вона так і не змогла нікого вразити своїми результатами, то Нестеренка було досить швидко звільнено.
В 2005 році очолив клуб «Вента», але того ж року клуб збанкрутував. Нестеренко починав роботу як тренер-селекціонер, але після погіршення фінансової ситуації в клубі перейшов на посаду головного тренера.
У 2006—2007 роках працював селекціонером у Другому дивізіоні чемпіонату Росії, а з 2008 по 2012 роки працював на різних посадах у петрозаводському клубі «Карелія-Петрозаводськ», який потім змінив свою назву на «Карелія-Діскавері» (Петрозаводськ). У 2013 році зайняв посаду головного тренера в естонському клубі «Локомотив (Йихві)», з яким здобув вихід до найвищого дивізіону. 22 квітня 2014 року залишив пост головного тренера.
Протягом багатьох років на посаді головного тренера, асистентом-тренера Нестеренка працював Олександрс Дорофеєвс.

### Особисте життя й освіта
Одружений і виростив двох дітей. Навчався в Латвійському державному інституті фізичної культури і закінчив Європейські курси кваліфікації тренерів вищої категорії

## Досягнення

### Як гравця
- Друга ліга чемпіонату СРСР:
  -  Срібний призер (1): 1975

### Як тренера
- Чемпіонат Латвійської РСР:
  -  Чемпіон (2): 1988, 1989

- Вірсліга:
  -  Срібний призер (1): 1992
  -  Бронзовий призер (1): 1994

- Перша ліга чемпіонату Естонії:
  -  Срібний призер (1): 2013

- Друга нижча ліга чемпіонату СРСР
  -  Бронзовий призер (1): 1991

- Кубок Латвійської РСР: 
  -  Володар (4): 1984, 1985, 1986, 1988

- Кубок Латвії:
  -  Володар (1): 1996
  -  Фіналіст (2): 1994, 1995